# Markaz Qallīn
Markaz Qallīn (arabiska: مركز قلين) är en region i Egypten.   Den ligger i guvernementet Kafr el-Sheikh, i den norra delen av landet, 120 km norr om huvudstaden Kairo.